# Marc Jung (Schauspieler)
Marc Jung (* 23. Juli 1980 in München) ist ein deutscher Schauspieler.

## Leben
Bereits als Neunjähriger wirkte Jung an der Seite seines Zwillingsbruders Marian in der Kinderserie Wuff mit. 1991 folgte eine Rolle im Verkehrsgericht, wo beide ebenfalls ein Zwillingspärchen verkörperten. 
Einem breiten Publikum wurde er bekannt durch die Rolle des Thomas „Tom“ Winkelmann in der ARD-Vorabendserie Marienhof, die er abwechselnd mit seinem Zwillingsbruder spielte und vom 1. Oktober 1992 bis Januar 1995 verkörperte. Zu Beginn der Dreharbeiten besuchte Jung die 6. Klasse der Gesamtschule München Nord.
Da Kinder nur eine beschränkte Anzahl an Tagen drehen dürfen, teilten sich die beiden Jung-Brüder diese Rolle ab Folge 39 mit den Zwillingen Alexander und Sebastian Gloning. Während letztere Ende 1994 aus diesem Turnus wieder ausschieden, spielten die Jung-Zwillinge die Rolle auch noch nach der Umstellung der Serie zur Daily Soap. Ab Folge 200 übernahm Jan Robert Müller.
Vom 2. bis 6. April 2001 kehrte Marc Jung in der Gastrolle Klaus Hausmann noch einmal kurz in die Serie zurück.

## Filmografie

### Fernsehen
- 1989: Wuff
- 1991: Verkehrsgericht (Folge 29) (als Michael Krüger)
- 1992–1995: Marienhof (als Tom Winkelmann #1)
- 2001: Marienhof (als Klaus Hausmann)

### Sonstiges
- 2004: Gastauftritt in der politischen Talkshow Hart aber fair zum Thema „Ego-Trip statt Familienglück?“